# Riley 12/4
La 12/4 è un'autovettura di fascia media prodotta dalla Riley dal 1934 al 1935.
Offerto con un solo tipo di carrozzeria, berlina quattro porte, il modello disponeva di un motore a quattro cilindri in linea e valvole in testa da 1.496 cm³ di cilindrata. Questo propulsore erogava 51 CV di potenza. La 12/4, che era più piccola della 15/6, era offerta in due versioni, Kestrel e Falcon. Nel 1936 venne offerta la Riley Sprite, che possedeva lo stesso motore della 12/4.
Dopo appena un anno di commercializzazione, il modello venne tolto di produzione. È stato sostituito dalla Riley 1 ½.